# Hybalus servulus
Hybalus servulus är en skalbaggsart som beskrevs av Joseph Henri Adelson Normand 1949.
Hybalus servulus ingår i släktet Hybalus och familjen Orphnidae. Inga underarter finns listade i Catalogue of Life.